# سنجاب پرنده سیبریایی
سنجاب پرنده سیبریایی (Pteromys volans) یک سنجاب اوراسیایی است که پراکندگی آن از غرب به دریای بالتیک و از شرق به اقیانوس آرام محدود می‌شود. این تنها گونه از سنجاب‌های پرنده است که در اروپا یافت می‌شود. محدوده بقای این‌گونه در اتحادیه اروپاست و در فنلاند، استونی و لتونی یافت می‌شود.

یک سنجاب سیبریایی ماده وزنی در حدود ۱۵۰ گرم دارد، نرها به‌طور میانگین اندکی کوچک‌تر هستند. بدنشان بین ۱۳ تا ۲۰ سانتی‌متر طول دارد، با یک دم پهن به طول ۹ تا ۱۴ سانتی‌متر. چشمان این جانور درشت و به کاملاً به رنگ سیاه براق است. پوشش آن‌ها کاملاً خاکستری است، و قسمت جلوی بدنشان (شکم) اندکی کوچکتر از قسمت پشتشان (کمر) است؛ و خط سیاه باریکی بین گردن و و باله جلو وجود دارد. یک ویژگی متمایر سنجاب‌های پرنده وجود غشاء خزدار پرواز یا بال‌پوست است، یک باله پوستی که در امتداد پاهای عقب و جلو قرار دارد. با صاف کردن یا پخش یکسان این غشاء سنجاب‌های پرنده امکان پروازهایی از جنس پرش‌های بلند از یک درخت به درخت دیگر را می‌یابند که گاه فاصلهٔ بین آن‌ها به حدود یکصد متر نیز می‌رسد، بیشترین نسبت جهش (سُریدن) دیده شده آن‌ها ۳٫۳۱ ثبت شده، اما به‌طور معمول ۱الی ۱٫۵ است.

غذای آن‌ها شامل برگ، دانه، مخروط سوزنی برگ‌ها، غنچه، جوانه، فندقی (میوه)، سته، و گهگاه تخم و جوجه پرندگان می‌باشد. در زمان فراوانی توسکا، توس و کاتکین، سنجاب‌ها ممکن است آن‌ها را برای زمستان در سوراخ‌هایی ایجاد شده توسط دارکوب‌ها و حفره‌های موجود در برآمدگی‌های زمین ذخیره کنند.

سنجاب‌ها توسط سمور‌ها، جغدها و گربه‌ها شکار می‌شوند.

آنها در اوایل بهار جفت‌گیری می‌کنند. در جنوب فنلاند فصل اولیه جفت‌گیری در اواخر ماه مارس شروع می‌شود، , و فصل ثانویه در آوریل اتفاق می‌افتد. بعد از یک دورهٔ بارداری ۵ هفته‌ای، جنس ماده معمولاً ۲ یا ۳ نوزاد می‌زاید، که هر کدام تقریباً ۵ گرم وزن دارد.

آنها ترجیح می‌دهند لانه‌شان را در حفره‌هایی که توسط دارکوب‌ها به وجود آمده بسازند، همچنین ممکن است لانه را در آشیانه پرندگان بسازند، اگر اندازه ورودیه آن مناسب باشد. داخل لانه شامل یک توده از مصالح ملایم (ترجیحاً گلسنگ‌های نرم) است که جمع‌آوری می‌کنند. آن‌ها می‌توانند حدود ۵ سال زندگی کنند.

سنجاب‌ها بیشتر متوجه جنگل‌های کهنسال با ترکیبی از مخروطیان و درختان برگریز هستند. این جانوران اغلب شب‌زی اند، و بیشتر در اواخر عصر فعال می‌شوند، اگرچه ماده‌ها ممکن است در طول روز نوزادان را تغذیه کنند. آن‌ها به خواب زمستانی نمی‌روند، البته در زمستان ممکن است چند روز متوالی به خواب بروند. مانند دیگر حیوانات خجالتی و شب رو به ندرت دیده می‌شوند. نشانهٔ شناخته شده‌شان ترشحاتیست شبیه به دانه‌های برنج زرد-نارنجی رنگ که اغلب در اطراف لانه‌شان دیده می‌شود.